# Nationale Holocaust Herdenking

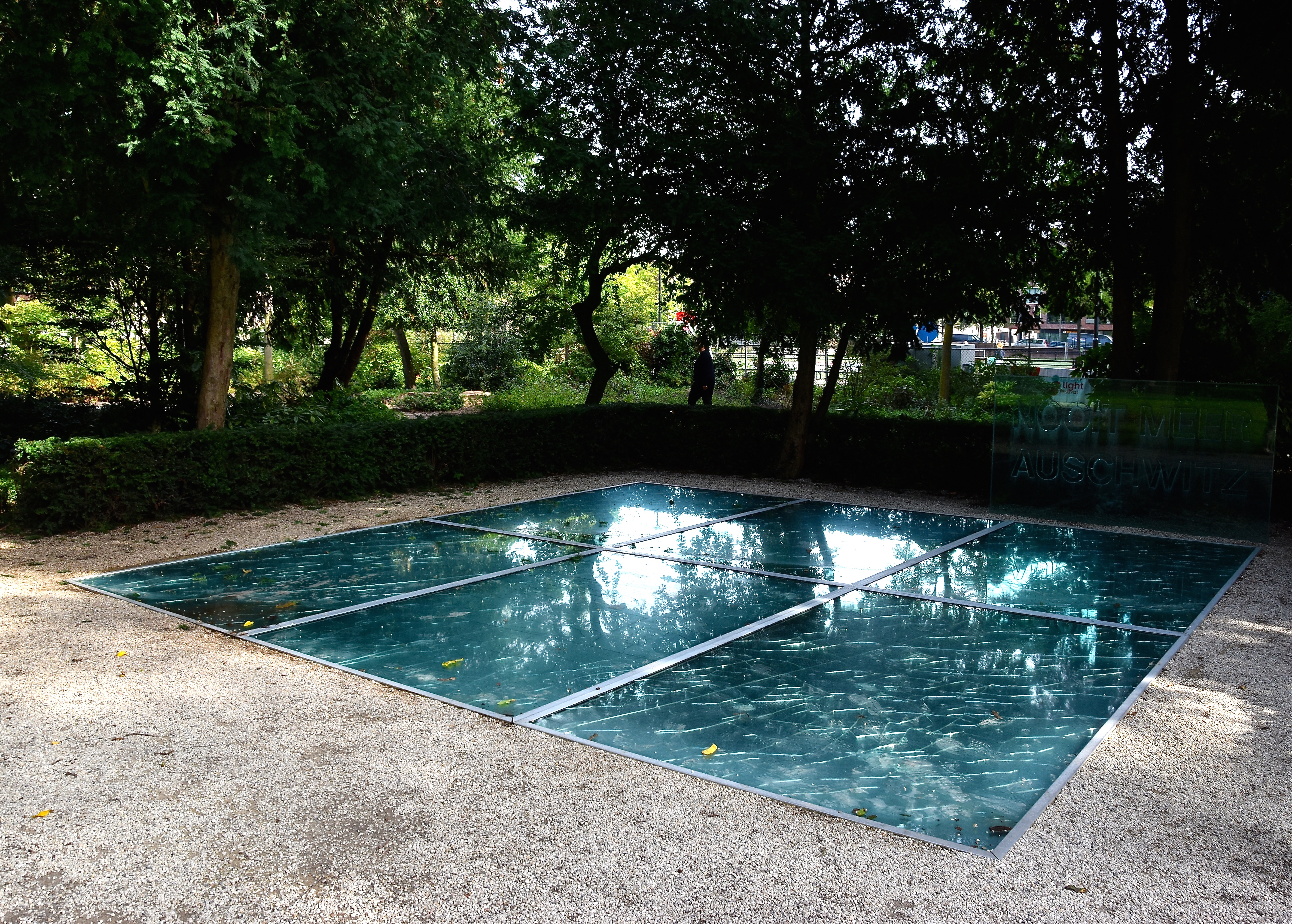
Het Spiegelmonument in het Wertheimpark.

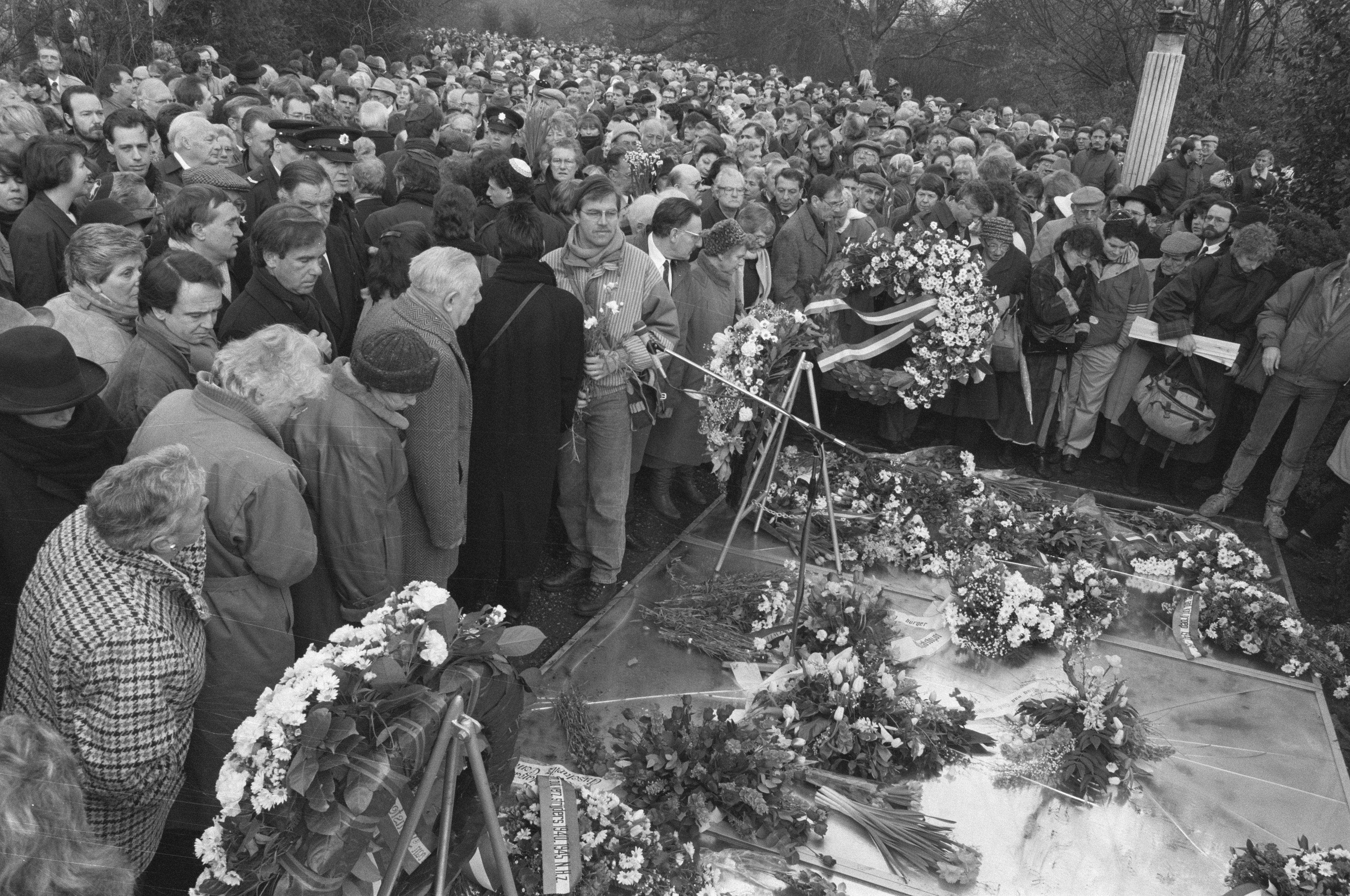
De Auschwitzherdenking in 1989 op de Nieuwe Oosterbegraafplaats te Amsterdam, met een hoger aantal bezoekers uit protest tegen de vrijlating van de Twee van Breda

De Nationale Holocaust Herdenking (voorheen Auschwitzherdenking) is de door het Nederlands Auschwitz Comité op de laatste zondag in januari georganiseerde herdenking van de slachtoffers van de Holocaust. De plechtigheid valt samen met de herdenking van de bevrijding van het concentratiekamp Auschwitz op 27 januari 1945.
De herdenking bestaat uit een stille tocht vanuit het Amsterdamse Stadhuis naar het Auschwitzmonument in het Wertheimpark in de oude Amsterdamse Jodenbuurt. Gedurende de daaropvolgende ceremonie herdenkt men de slachtoffers in toespraken en in de Jizkor en Kaddisj gebeden. Er wordt gemusiceerd door Roma en Sinti. Men besluit de plechtigheid met het leggen van bloemen en kransen.
De Nationale Holocaust Herdenking past in een internationaal kader. In 2000 kwamen vertegenwoordigers van meer dan veertig landen in Stockholm overeen de slachtoffers van de Holocaust te gedenken tijdens de Holocaust Memorial Day. In november 2005 nam de Verenigde Naties in Algemene Vergadering de resolutie 60/7 aan waarin men overeenkwam dat 27 januari internationaal geldt als de jaarlijkse Dag ter Herdenking van de Slachtoffers van de Holocaust.
Rondom de Herdenkingsdag worden in Nederland door vele organisaties activiteiten georganiseerd. In samenwerking met het NIOD en de Sociale Verzekeringsbank organiseert Het Nederlands Auschwitz Comité in deze periode de 'Nooit Meer Auschwitz' Lezing.
In Nederland noemde men  de herdenking jarenlang de Auschwitzherdenking. De eerste Auschwitz-herdenking werd in 1952 in Polen georganiseerd door de regering van dat land. Een onderdeel van de plechtigheid was het vullen van een urn met as uit de crematieovens in Auschwitz door de nationale delegaties. De urn van de Nederlandse delegatie werd in juni van dat jaar opgesteld op de Oosterbegraafplaats in Amsterdam. In 1957 vond de eerste herdenking plaats, gevolgd door een bijeenkomst van overlevenden. De urn werd voorzien van een eenvoudige steen met het opschrift "Nooit meer Auschwitz". In 1977 werd de steen vervangen door een door Jan Wolkers ontworpen Spiegelmonument. Sinds 1993 organiseerde Het Nederlands Auschwitz Comité de plechtigheid bij het Spiegelmonument Nooit Meer Auschwitz in het Wertheimpark.
De Auschwitzherdenking had niet een officiële status zoals bijvoorbeeld de Nationale Dodenherdenking. Het Nederlands Auschwitz Comité pleitte ervoor om de Auschwitzherdenking ook de status van nationale herdenking te verlenen. De staatssecretaris van Volksgezondheid, Welzijn en Sport reageerde in juni 2011 voorlopig afwijzend, maar beloofde zich te zullen inspannen om het herdenken een groter maatschappelijk belang te geven.